# 南方車站的聚會
《南方車站的聚會》是2019年中國大陸導演刁亦男執導的新黑色犯罪片，本片入围第72屆坎城影展正式竞赛单元。2019年12月6日在中国大陆上映。

## 剧情
南方某城市，重案队长刘队（廖凡 饰）重金悬赏在逃罪犯周泽农（胡歌 饰）。陪泳女刘爱爱（桂綸鎂 饰） 、周泽农曾经的好友华华（奇道 饰）、五年未见的妻子杨淑俊（万茜 饰），各色人等各怀心事，相继被卷入这场罪与罚的追击旋涡。冒险与爱情，人性与救赎，这场特别的“聚会”该如何收场？善恶有道一念之间。。

## 演員
- 胡歌 饰 周泽农
- 廖凡 饰 重案队长
- 桂綸鎂 饰 刘爱爱
- 万茜 饰 杨淑俊
- 曾美慧孜 饰 萍萍
- 奇道 饰 华华
- 黄觉 饰 闫哥
- 陈永忠 饰 暴发户
- 张亦聪 饰 小东北

## 電影原聲帶
| 曲序 | 曲目                   | 词曲                | 编曲 | 製作人 | 时长 |
| ---- | ---------------------- | ------------------- | ---- | ------ | ---- |
| 1.   | 美麗的梭羅河（片尾曲） | Gesang Martohartono | 窦鹏 | 彭飛   | 3:47 |

## 評價
《南方車站的聚會》獲得影評界普遍正面的評價。在評論匯總網站爛番茄上根據81篇影評（74篇好評，7篇差評），新鮮度達91%，平均評分為7.5/10。該網站的關鍵共識是：“聰明而時尚，《南方車站的聚會》將B級電影的刺激與大膽的電影製作選擇和發人深省的社會評論融為一體。”在Metacritic上根據17篇影評獲得76分（滿分100），代表“普遍好評”。
昆汀·塔伦蒂诺参加了这部电影的戛纳首映，并在观影过程中非常投入，影片结束后还跟导演握手道贺，称赞有加。接受凤凰娱乐采访的时候他说：“我喜欢，我真的入戏了，我第一次看完，情绪有点消极，不过第二天更喜欢这部电影了。”
《紐約時報》的格倫·肯尼讚揚了《南方車站的聚會》，並寫道：“這部電影沒有重複黑色電影的慣例，而是做作——帶著真正的發現感”，並稱讚刁亦男的導演技巧，稱“刁亦男本可以在追逐和動作段落中提高辛烷值，但是這部電影幾乎總是停留在物理上合理的基礎”。

## 荣誉
- 2019年，該片入選第72屆坎城影展正式競賽單元[4]。
- 2020年，该片获得2019年度“脏烟灰缸奖”[11]。
- 2020年，该片获得中国电影导演协会2019年度表彰年度编剧奖。
- 第14届亚洲电影大奖最佳摄影。

## 外部連結
- 时光网上《南方車站的聚會》的資料（简体中文）
- 豆瓣电影上《南方車站的聚會》的資料 （简体中文）
- 開眼電影網上《南方車站的聚會》的資料（繁體中文）
- 互联网电影数据库（IMDb）上《南方車站的聚會》的资料（英文）